# Edward Pococke

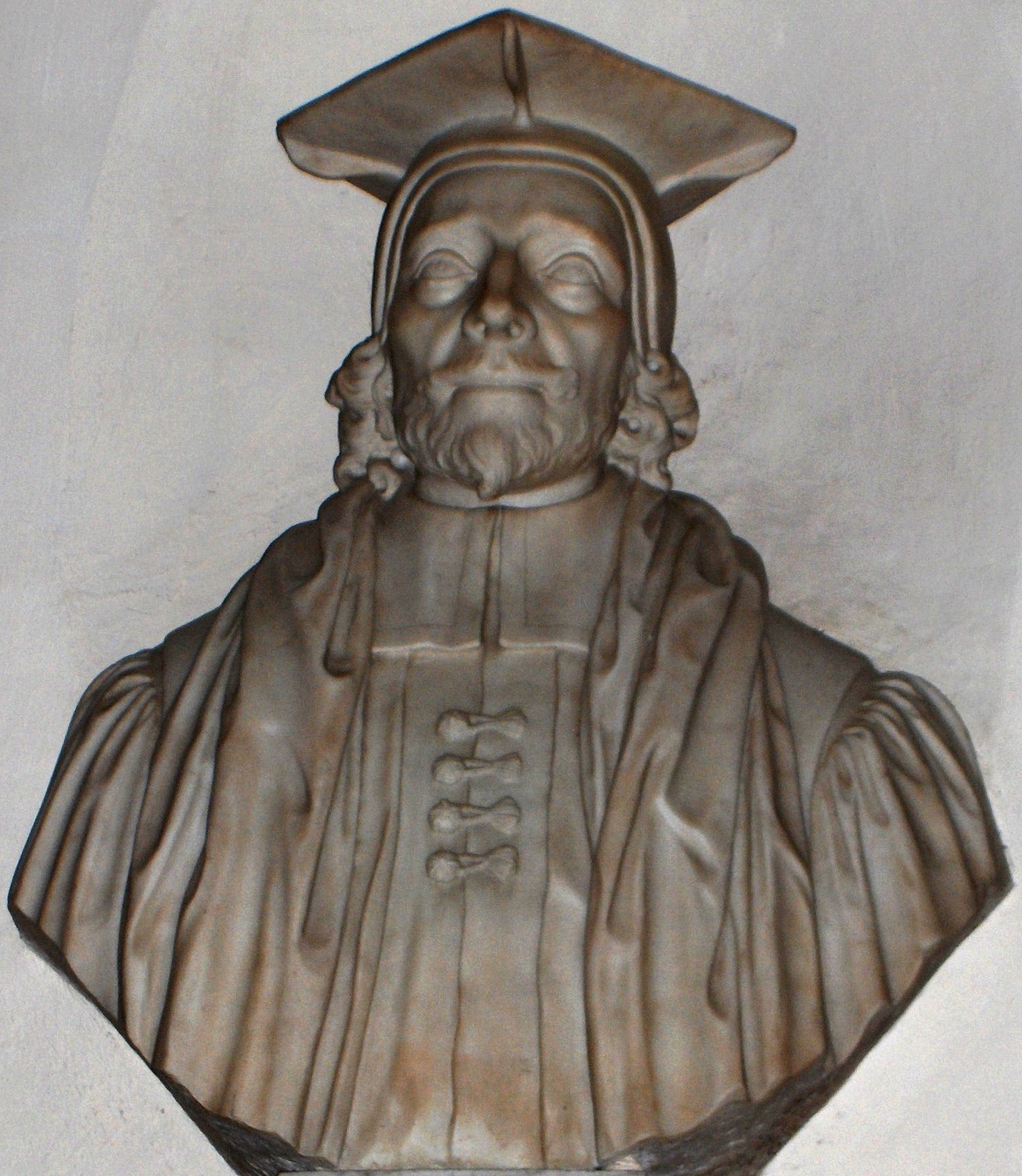
Büste Edward Pocockes in der Kathedrale von Oxford

Edward Pococke (* 8. November 1604 in Oxford; † 10. September 1691 ebenda) war ein britischer Orientalist und Theologe.

## Leben
Pococke studierte zunächst Theologie in Oxford, bevor er sich unter der Anleitung von Matthias Pasor und William Bedwell dem Studium der Arabistik widmete. Von 1630 bis 1635 war er anglikanischer Kaplan der Levant Company in Aleppo. 1636 wurde er der erste Professor für Arabisch in Oxford. Der Lehrstuhl wurde von William Laud, dem Erzbischof von Canterbury, gestiftet. Von 1637 bis 1640 lebte Pococke in Konstantinopel. 1648 wurde er außerdem Regius Professor of Hebrew für Hebräisch und orientalische Sprachen. Als Mitarbeiter unterstützte er von 1654 bis 1657 Brian Walton, den Bischof von Chester, bei der Erstellung der Londoner Polyglotte, einer mehrsprachigen Bibelausgabe. Zur Mission unter Muslimen übersetzte er 1660 das Werk von Hugo Grotius, De veritate religionis Christianae, ins Arabische. Zudem arbeitete er an einer englischen Übersetzung von Ibn Tufails Der Philosoph als Autodidakt.